# Butch Johnson
Pour les articles homonymes, voir Johnson.
Butch Johnson, de son véritable nom Richard Andrew Johnson, est un archer américain né le 30 août 1955 à Worcester et mort le 27 mai 2024,,.

## Carrière
Butch Johnson participe à cinq reprises aux Jeux olympiques, de 1992 à 2008.
Il est sacré champion olympique de l'épreuve par équipe aux Jeux olympiques de 1996 se tenant à Atlanta et remporte la médaille de bronze par équipe aux Jeux olympiques de 2000 se déroulant à Sydney.